# John Wallop (diplomate)
Pour les articles homonymes, voir John Wallop.
John Wallop, né vers 1490 et mort le 13 juillet 1551,  est un homme de guerre et diplomate anglais.

## Biographie
Né dans une vieille famille du Hampshire, il suit une carrière militaire et commande des navires anglais en 1513 et 1514 lors de la Guerre de la Ligue de Cambrai contre la France. Après l'incendie de Brighton par la flotte française en juin 1514, il mène des raids de représailles en Normandie, mettant à sac plusieurs villages et détruisant quelques ports. 
Il se met ensuite au service du roi Manuel Ier de Portugal et fait campagne contre les Maures avant de revenir en Angleterre. En 1526, il commence une carrière diplomatique et est ambassadeur d'Angleterre en France de 1532 à 1541. Il commande ensuite la place de Guînes et, lors de la Neuvième guerre d'Italie, prend la tête d'une armée anglaise de 5 000 hommes dans le but d'assurer la défense des Pays-Bas. Il est fait chevalier de l'ordre de la Jarretière en 1543 et reste commandant de Guînes jusqu'à sa mort, de la suette.